# Algebraisk talteori
Algebraisk talteori är en gren inom talteorin där talområdet utvidgas till att också omfatta algebraiska tal, vilka är nollställen till polynom med koefficienter som är heltal. Denna mängd innehåller element som är analoga med heltal och som kallas algebraiska heltal. För dessa behöver inte välbekanta egenskaper, som till exempel unik faktorisering, längre gälla. De verktyg som används - galoisteori, representationsteori, gruppkohomologi, klasskroppsteori och L-funktioner - ger dessa talområden en partiell ordningsstruktur.
Ett stort antal teoretiska frågeställningar behandlas genom att studera heltalen modulo p för alla primtal p i ändliga kroppar. Detta kallas lokalisation och leder fram till konstruktionen av p-adiska tal. Denna typ av studier, som uppstått ur algebraisk talteori, kallas lokal analys.

## Historia

### Fermat
Fermats stora sats förmodades av Pierre de Fermat 1637. Inget korrekt bevis hittades före 1995, då Andrew Wiles bevisade den. Försök att bevisa satsen motiverade matematiker att utveckla algebraisk talteori under 1800-talet.

### Artin
Emil Artin bevisade Artins reciprocitetssats i en serie artiklar (1924; 1927; 1930). Hans sats är ett viktigt resultat inom talteori och bildar en central del  av global klasskroppsteori. Artins resultat ger en partiell lösning till Hilberts nionde problem.

## Grundläggande begrepp

### Enheter
Aritmetikens fundamentalsats beskriver den multiplikativa strukturen av Z. Den säger att varje nollskilt heltal kan skrivas unikt som en produkt av primtalspotenser och ±1, där ordningen av termerna inte spelar någon roll. Unika faktoriseringen av idealer i ringen O är analog till detta, men har inga faktorer ±1. Heltalen 1 och -1 har en reciprok i Z, d.v.s. de är enheter av Z. Mer allmänt bildar de inverterbara elementen i O en grupp under multiplikation kallad enhetsgruppen av O och betecknas som O×. Denna grupp kan vara mycket större än den cykliska gruppen av ordning 2 bildad av enheterna av Z. Dirichlets enhetsats beskriver den abstrakta strukturen av enhetsgruppen som en abelsk grupp. En mer precis version som beskriver strukturen av O× ⊗Z Q som en Galoismodul för Galoisgruppen av K/Q finns också. Storleken av enhetsgruppen och dess gitterstruktur ger viktig numerisk information om O.

## Viktiga resultat inom algebraisk talteori

### Ändlighet av klassgruppen
En av de klassiska resultaten inom algebraisk talteori är att idealklassgrupen av en algebraisk talkropp K är ändligt. Ordningen av klassgruppen kallas ofta för klassantal, och betecknas ofta med h.

### Dirichlets enhetssats
Dirichlets enhetssats beskriver strukturen av den multiplikativa gruppen av enheter O× i ringen av heltal av O. Mer specifikt säger den att O× är isomorfisk till G × Zr, där G är den ändliga cykliska gruppen som består av enhetsrötterna i O och där r = r1 + r2 − 1 (där r1 (r2) betecknar antalet reella inbäddningar (par av konjugata icke-reella inbäddningar) av K).

### Reciprocitetssatser
Skrivet med hjälp av Legendresymbolen är kvadratiska reciprocitetssatsen för positiva udda primtal
{\displaystyle \left({\frac {p}{q}}\right)\left({\frac {q}{p}}\right)=(-1)^{{\frac {p-1}{2}}{\frac {q-1}{2}}}.}
En reciprocitetssats är en generalisering av kvadratiska reciprocitetssatsen.
Det finns flera olika sätt att uttrycka reciprocitetssatser. De tidiga reciprocitetssatserna upptäckta på 1800-talet skrevs vanligen med hjälp av generaliseringar (p/q) av Legendresymbolen,  och ger en relation mellan (p/q) och (q/p). Artin reformulerade reciprocitetssatser som satsen att Artinsymbolen från idealer till element av en Galoisgrupp är trivia vid en viss delgrupp. Flera modernare generaliseringar uttrycker reciprocitetssatser genom kohomologi av grupper eller representationer av adeliska grupper eller algebraiska K-grupper, och deras relation med den ursprungliga reciprocitetssatsen kan vara svår att se.
Se även
- Kvadratisk reciprocitet
- Kubisk reciprocitet
- Kvartisk reciprocitet
- Oktisk reciprocitet
- Artins reciprocitetslag

### Klassantalsformel
En klassantalsformel relaterar flera viktiga invarianter av en algebraisk talkropp till ett speciellt värde av dess Dedekinds zetafunktion.

## Relaterade områden
Algebraisk talteori är nära relaterat med många andra områden inom matematiken. Den använder metoder från homologisk algebra och algebraisk geometri. Studien av högre-dimensionella schemor över Z istället för talkroppar kallas aritmetisk geometri. Algebraisk talteori används även inom studien aritmetiska hyperboliska 3-mångfalder.